# تلمبه شهید محلاتی
تلمبه شهید محلاتی یک منطقهٔ مسکونی در ایران است که در دهستان نگار واقع شده‌است.